# ちょっくらじお
CHOKUらじお（ちょっくらじお）は、福岡県直方市の一部地域を放送対象地域

として超短波放送（FM放送）をする特定地上基幹放送事業者である株式会社つなぐほーむが実施するコミュニティ放送の愛称である。

## 概要
2019年（令和元年）に全国では353局目、福岡県では9局目として開局。
筑豊地区では初めてのコミュニティ放送局である。
愛称の「ちょっくらじお」は、直方市がある直鞍（ちょくあん）地区の読み方を少し捻ったもの。
特定地上基幹放送局の免許人のつなぐほーむは、福岡市東区に本社を置く不動産業者であり、出資比率から代表取締役社長の岩尾一豊

がマスメディア集中排除原則にいう支配関係にある。
演奏所（スタジオ）と送信所は、直方市古町ののおがたサテライトスタジオ（直方駅前の古町商店街に所在）にあり、特定地上基幹放送局の呼出符号はJOZZ0CP-FM、呼出名称はエフエムのおがた、周波数86.1MHz、空中線電力20Wで放送区域は直方市の一部地域。
インターネット配信はListenRadioによる。
受信可能エリアは、直方市の他、宮若市、鞍手郡（鞍手町、小竹町）、福智町の各一部と称している。
日曜深夜も含め、24時間放送をしている。
主にMUSIC BIRD for COMMUNITYを放送している。自社制作の帯番組は「笑う門には福来るー」のみ。その他は週1回～年数回の自社制作番組がある。また、下記の通り九州朝日放送との協定があることから、KBCラジオの「DJサワダデス」をCHOKUらじおでも遅れネットをしている。
九州朝日放送（KBC）や直方市と防災協定を結んでいる。
直方市は、災害時および発生が予想される場合に割込み放送をすることができる。

## 沿革
- 2007年（平成19年）- 九州リアルエステート株式会社設立[7]。
- 2012年（平成24年） - 株式会社つなぐほーむに社名変更[7]。
- 2013年（平成25年） - AIR STATION HIBIKI（北九州市若松区所在）から、筑豊の方々をゲストに招く番組『ちくほうひとダイヤ』の放送開始。
- 2015年（平成27年） - 所有するビルの一角を改装、のおがたサテライトスタジオを開設。
- 2018年（平成30年）12月7日 - 特定地上基幹放送局の予備免許を取得[5]。
- 2019年（令和元年）
  - 5月14日 - 6月1日開局と発表[8]。
  - 5月29日 - 6月12日に開局延期と発表[9]。
  - 6月7日 - KBCと「防災パートナーシップに関する協定」を締結[10]。
  - 6月11日 - 特定地上基幹放送局の免許取得[11]
  - 6月12日 - 開局[11]、正午より放送開始[12]。
  - 9月11日 - 直方市と「防災パートナーシップに関する協定書」を締結[13]。
  - 10月1日 - 24時間放送を開始[14]。

## 主な番組
★は生放送。
- ★笑う門には福来る〜（月曜 - 金曜 11:00 - 11:30）※再放送、17:00 - 17:30
- ちくほう石炭楽（月曜 10:00 - 10:15）
- 届く声・届ける声（月曜 11:30 - 11:45）
- イマココチャンネル（第1火曜 8:00 - 8:30）
- ★直方市役所ラジオ課（第3水曜 12:00 - 12:30、提供:直方市）※再放送は、翌週第1水曜　12:00 - 12:30
- ★チャーミング花石の女心と秋の空（第2・4週 水曜 12:00 - 12:30）
- ★アンちゃんのことばカフェ（水曜 18:00 - 19:00）
- ★Into the nerd（第4週 20:30 - 21:00）
- ★香春の魅力はカワラだけ！！（第3木曜 12:00 - 12:30、提供:香春町観光協会）※再放送は、翌週第3週木曜 12:00 - 12:39。
- 鈴木ナオミのLondonCalling（金曜 11:30 - 12:00）
- コミュニティプラネット（不定期）出演：九州共立大学
- ちょっくら青春見聞録（不定期）